# Демосфен (военачальник)
Демосфен, сын Алкисфена, (др.-греч. Δημοσθένης; ? — 413 год до н. э.) — афинский полководец периода Пелопоннесской войны.

## Биография
Демосфен впервые упоминается Фукидидом в хронике боевых действий Пелопоннесской войны в 426 г. до н. э. в Этолии. Он с тридцатью кораблями был направлен на подрыв коринфского влияния в Западной Греции. Действуя в союзе с навпактскими мессенцами, акарнанами и серифянами, он атаковал союзную Коринфу Левкаду и опустошил этот город. Выступив против этолийцев с небольшим войском из гоплитов, он потерпел поражение от легковооружённых этолийцев, из-за чего был вынужден остаться в Навпакте, опасаясь гнева афинян. В Этолию прибыло трёхтысячное пелопоннесское войско под командованием Эврилоха и вместе с этолийцами напало на Навпакт. Усилиями Демосфена и тысячи афинян Эврилох был вынужден отступить.
Эврилох напал на Аргос Амфилохийский. Демосфен вместе с 20 афинскими кораблями пришёл на помощь аргосцам, принял командование над собранным войском акарнанов, амфилохийцев, мессенцев и небольшого отряда афинян, и в битве при Ольпее, умело организовав засаду, разбил сильную армию пелопоннесцев. Эврилох пал в бою. Демосфен позволил свободно отступить пелопоннесцам, чтобы вызвать недоверие между ними и их союзниками. Когда же вслед за пелопоннесцами попытались выступить их союзники, Демосфен атаковал и снова нанёс им значительный урон. Немного позднее Демосфен напал на амбракийское войско, выступившее против Аргоса Амфилохийского, и почти полностью истребил его.
В 425 г. до н. э. Демосфен, живший в Афинах как частное лицо, добровольно присоединился к флоту, направленному в Сицилию для поддержки проафински настроенных городов, теснимых Сиракузами. Застигнутая бурей афинская эскадра в 40 кораблей была вынуждена пристать к Пилосу в Мессении. Демосфен указывал на то, что эта территория необитаема, укреплена самой природой и, находясь недалеко от Спарты, может послужить хорошей базой для флота. Его мнение не было принято другими военачальниками, но афинские воины от вынужденного бездействия во время бури сами за 6 дней возвели укрепления. Демосфен с пятью кораблями остался в Пилосе, в то время как остальные корабли отправились выполнять основное задание.
Появление афинского военного лагеря в Мессении создавало серьёзную угрозу Спарте. Спартанцы были вынуждены срочно свернуть своё вторжение в Аттику и выступить с флотом и войском против афинян в Пилосе. В битве при Пилосе Демосфен одержал победу над спартанцами и осадил их гарнизон, высадившийся напротив Пилоса на острова Сфактерия. После долгой осады в сражении на острове Демосфен снова победил спартанцев и вместе с Клеоном вынудил к сдаче спартанский гарнизон.
В 424 г. до н. э. Демосфен сумел захватить гавань Мегары Нисею. Вместе с другим военачальником Гиппократом предпринял неудачное вторжение в Беотию. Несогласованность действий двух военачальников привели к серьёзному поражению Афин при Делии.
В 417 г. до н. э. Демосфен руководил эвакуацией афинян из Эпидавра после неудачной битве при Мантинее.
В 415 г. до н. э. Афины предприняли военную экспедицию на Сицилию. В 414 г. до н. э. Демосфен и Эвримедон были отправлены под Сиракузы с сильным подкреплением на помощь Никию. Однако помощь не улучшила положение афинян. В морской битве афиняне потерпели поражение. Афинское войско начало отступление и тоже было разгромлено. Попавшие в плен Никий и Демосфен были казнены, хотя против этого выступали Гермократ и Гилипп, командовавшие сиракузянами.
Г. В. Штоль характеризует его следующим образом: «Демосфен, сын Алкисфена, без сомнения должен быть признан самым замечательным полководцем за время между Периклом и Алкивиадом. Это был человек с предприимчивым духом, не знавшем покоя, блестящей храбрости, смелый и решительный, полный присутствия духа в опасности, ловкий во всех военных хитростях, в умении пользоваться местностью, в расположении засад, в нападении на неприятеля врасплох.»